# Liselotte Odgaard
Liselotte Odgaard (født 5. september 1967 i Aarhus) er forsker ved Udenrigspolitisk Selskab samt gæsteforsker ved Hudson Institut i Washington DC (USA), sekunderet som seniorrådgiver af Udenrigsministeriet.
Ved Udenrigspolitisk Selskab forsker Liselotte Odgaard i Kinas rolle i Arktis, og ved Hudson Institute arbejder hun med transatlantiske relationer og hvorledes de kan styrkes med henblik på at imødegå Kinas udfordringer til multilaterale institutioner i den liberale verdensorden.
Liselotte Odgaard har en bachelor-, kandidat- og PhD grad i Statskundskab fra Aarhus Universitet samt en mastergrad i Internationale Studier fra Warwick Universitet (Storbritannien). Hun har været lektor ved Forsvarsakademiet, der er en selvstændig myndighed i Forsvaret, som varetager uddannelse, forskning, rådgivning og konsulentydelser inden for de militære kerneområder. Derudover har hun været gæsteforsker ved institutioner som fx Harvard Universitet og Woodrow Wilson International Center for Scholars (USA), Renmin Universitet, Peking Universitet (Kina), Det kongelige Institut for Internationale Relationer i Bruxelles (Belgien), Institut for Fjernøstiske Studier i Moskva (Rusland), Center for Strategiske og Internationale Studier i Jakarta (Indonesien), London School of Economics, Center for Grænseforskning i Durham (Storbritannien), Maritimt Institut i Kuala Lumpur (Malaysia), Nordisk Institut for Asiatiske Studier i København (Danmark) 
Liselotte Odgaard har udgivet et stort antal bøger og artikler om kinesisk og asiatisk sikkerheds- og udenrigspolitik. Blandt hendes udgivelser kan nævnes "Maritime Security between China and Southeast Asia: Conflict and Cooperation in the Making of Regional Order", "The Balance of Power in Asia-Pacific Security: US-China Policies on Regional Order", "China and Coexistence: Beijing's National Security Strategy for the Twenty-First Century"  og "Strategy in NATO: Preparing for an Imperfect World". Udgivelserne er udgivet på forlagene Ashgate, Routledge, Johns Hopkins University Press og Palgrave Macmillan.
Hun deltager ofte i policy dialoger som fx Arctic Circle Assembly og Xiangshan Forum, som er det kinesiske militærs dialog med omverdenen  Arkiveret 19. februar 2021 hos  Wayback Machine. Ydermere er hun en flittig debattør i de danske medier, i Deadline, hvor hun bidrager med analyser af Kinas sikkerheds- og udenrigspolitik, konflikten om Nordkoreas atomvåben samt asiatiske sikkerhedspolitiske spørgsmål.